# Lave-linge

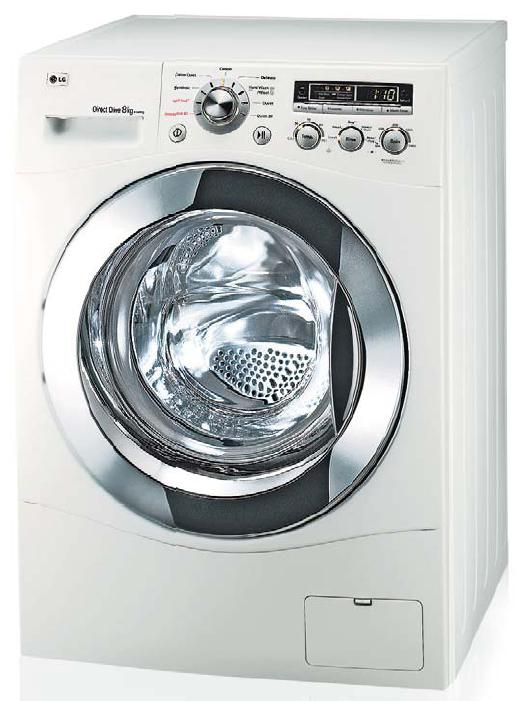
Lave-linge de 2010 à axe horizontal avec ouverture de chargement à l'avant par un hublot.

Un lave-linge ou une machine à laver (le linge), aussi appelé laveuse au Canada francophone et lessiveuse en Belgique, est un appareil électroménager conçu pour nettoyer les vêtements et le linge de maison.
En général, cette appellation désigne les machines dans lesquelles l'eau constitue le solvant principal de lavage.
Ces machines se sont généralisées en Occident durant la seconde moitié du 20e siècle et ont contribué à supplanter l'usage des lavoirs où les blanchisseuses lavaient le linge dans l'eau froide et dans des positions qui s'avéraient pénibles.
Les machines effectuant un nettoyage à sec, c'est-à-dire ayant recours à des fluides de nettoyage alternatifs, ne sont pas qualifiées de machines à laver et sont l'apanage d'une industrie spécialisée.

## Histoire

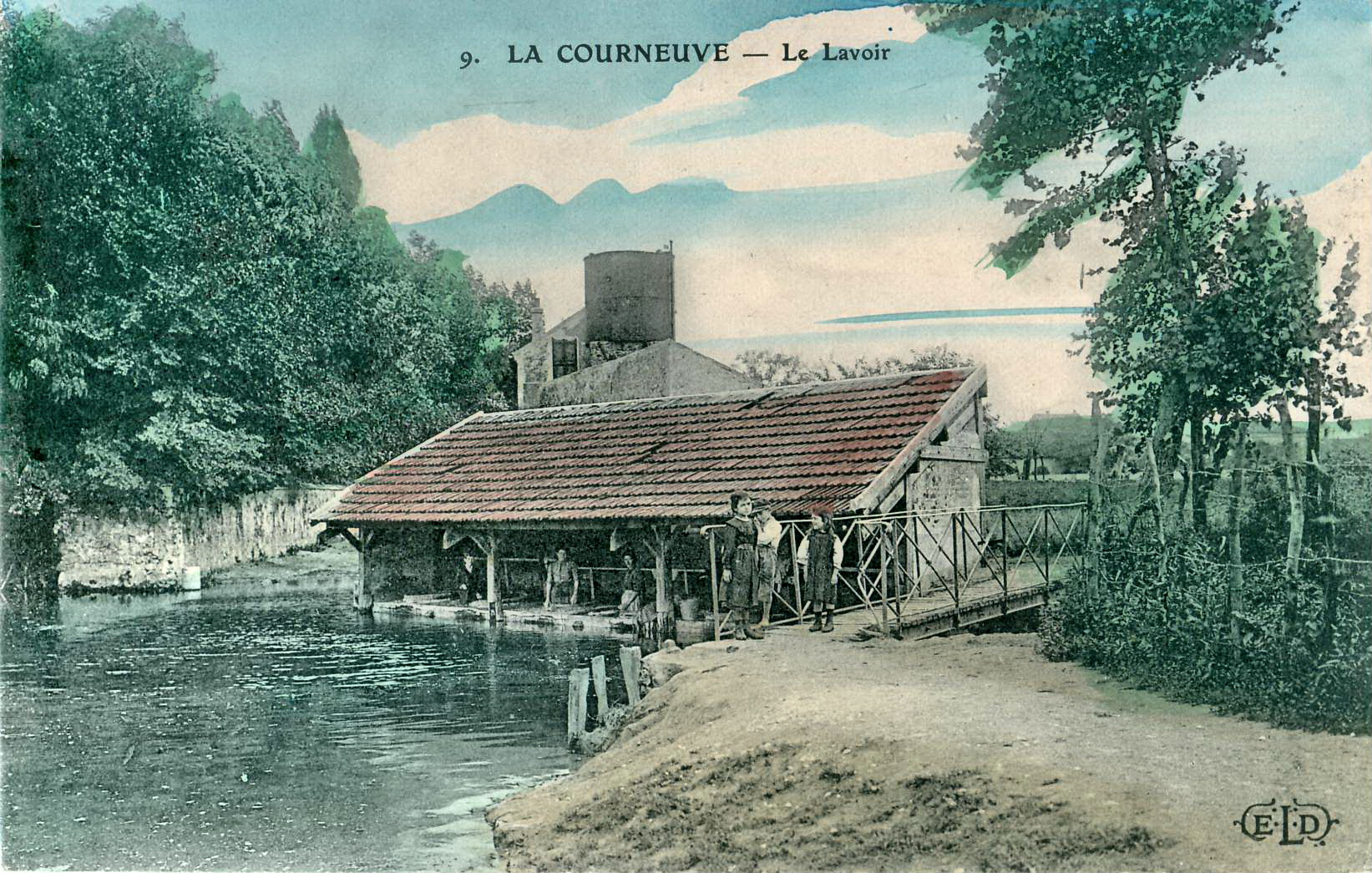
Lavoir à La Courneuve, sur le Croult en France, au début du XXe siècle. On distingue les lavandières agenouillées auprès de leur linge.

La machine à laver a été inventée en 1765 par Jacob Christian Schäffer.
La laveuse à rouleaux est inventée en 1843 par John E. Turnbull à Saint-Jean, au Nouveau-Brunswick. En 1866 apparaissent, en Angleterre, les premières machines à laver mécaniques fonctionnant à manivelles. L'Américain Alva John Fisher dépose un brevet concernant une machine à laver à moteur électrique en 1910. En France, on présente à la Foire de Paris de 1930 la première machine à laver à moteur électrique dont l'utilisation se développe dans les années 1960.
En 1937 est inventée la première machine semi-automatique par Rudique. Les années 1960 voient apparaître les premières machines (Laden), où l'essorage est obtenu par la force centrifuge au sein du tambour.

### Évolution constante depuis 1923

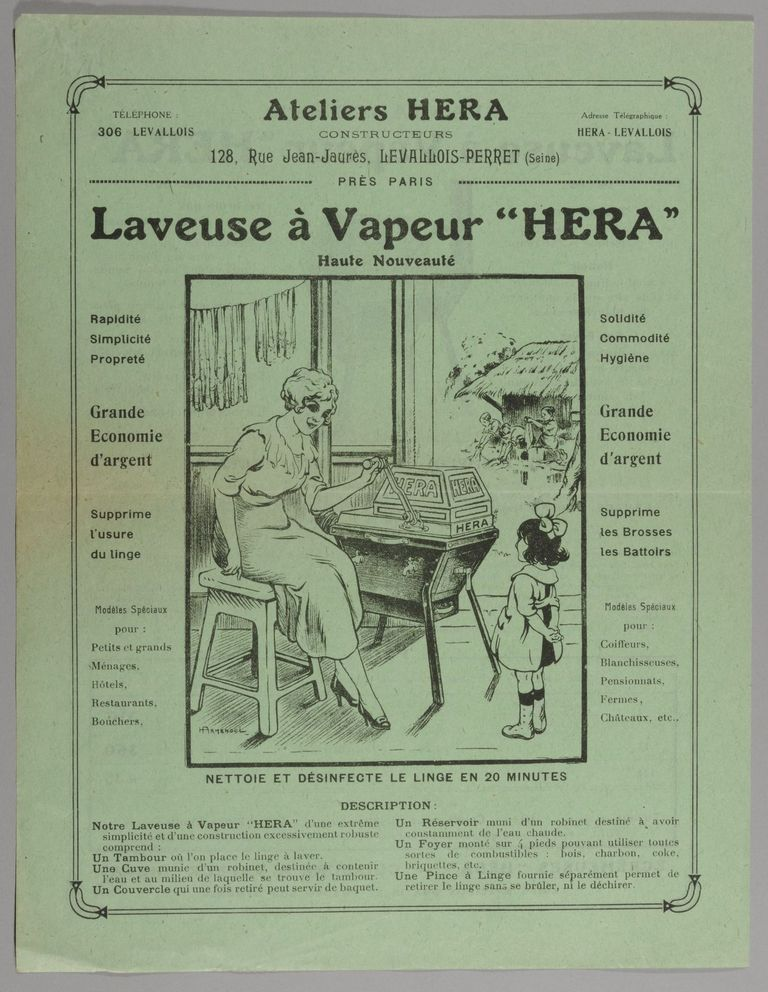
Prospectus pour laveuse à vapeur, collection Musées départementaux de la Haute-Saône.
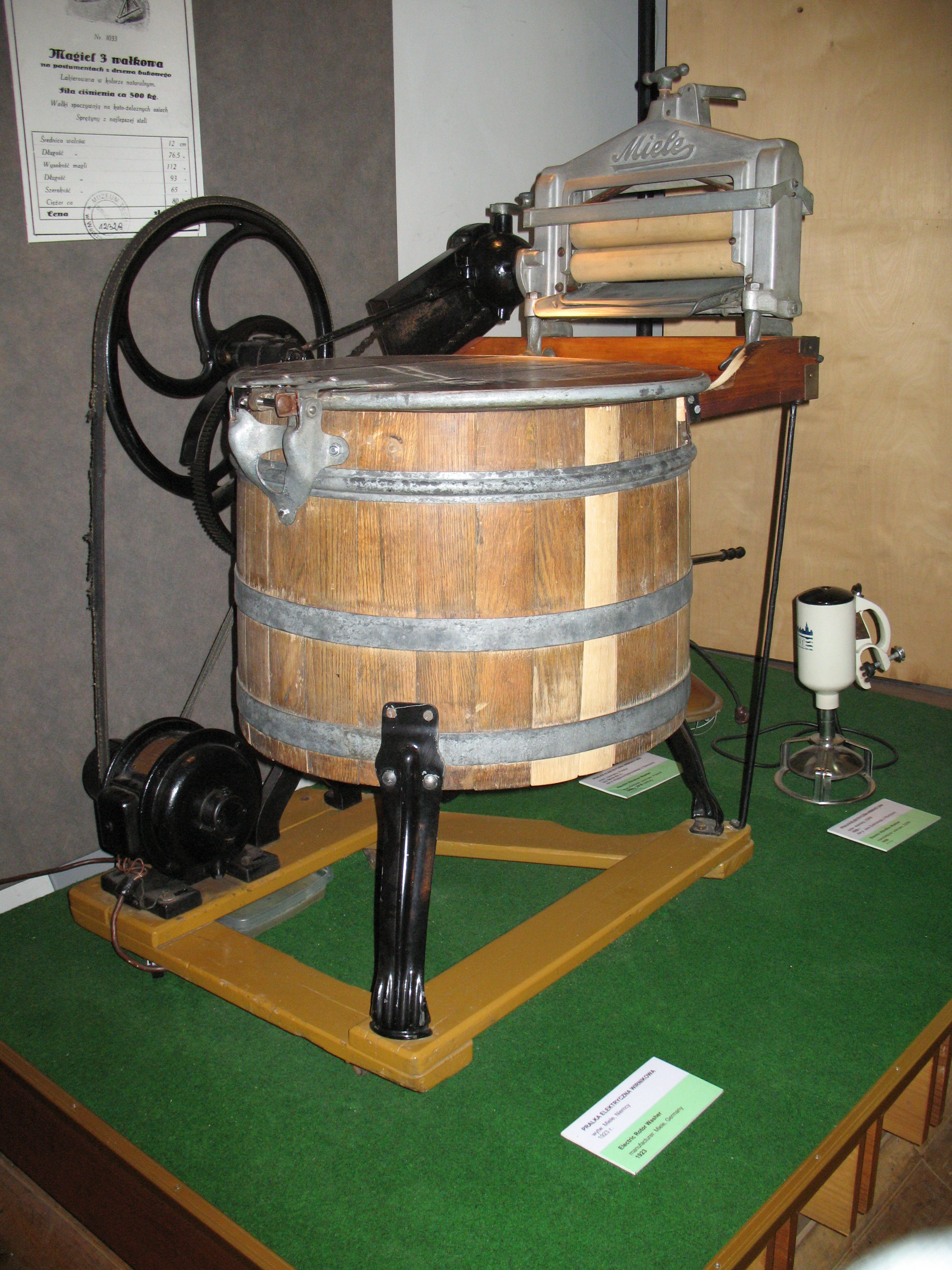
Machine à laver allemande en 1923 avec le bac à agitateur, et ses rouleaux essoreurs au-dessus du bac.
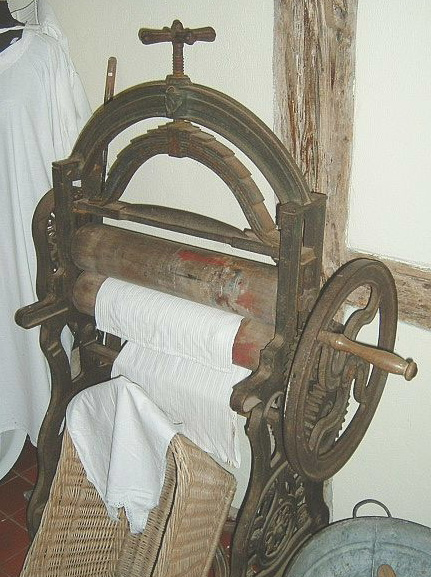
Mangle, essoreuse à rouleaux des années 1930.
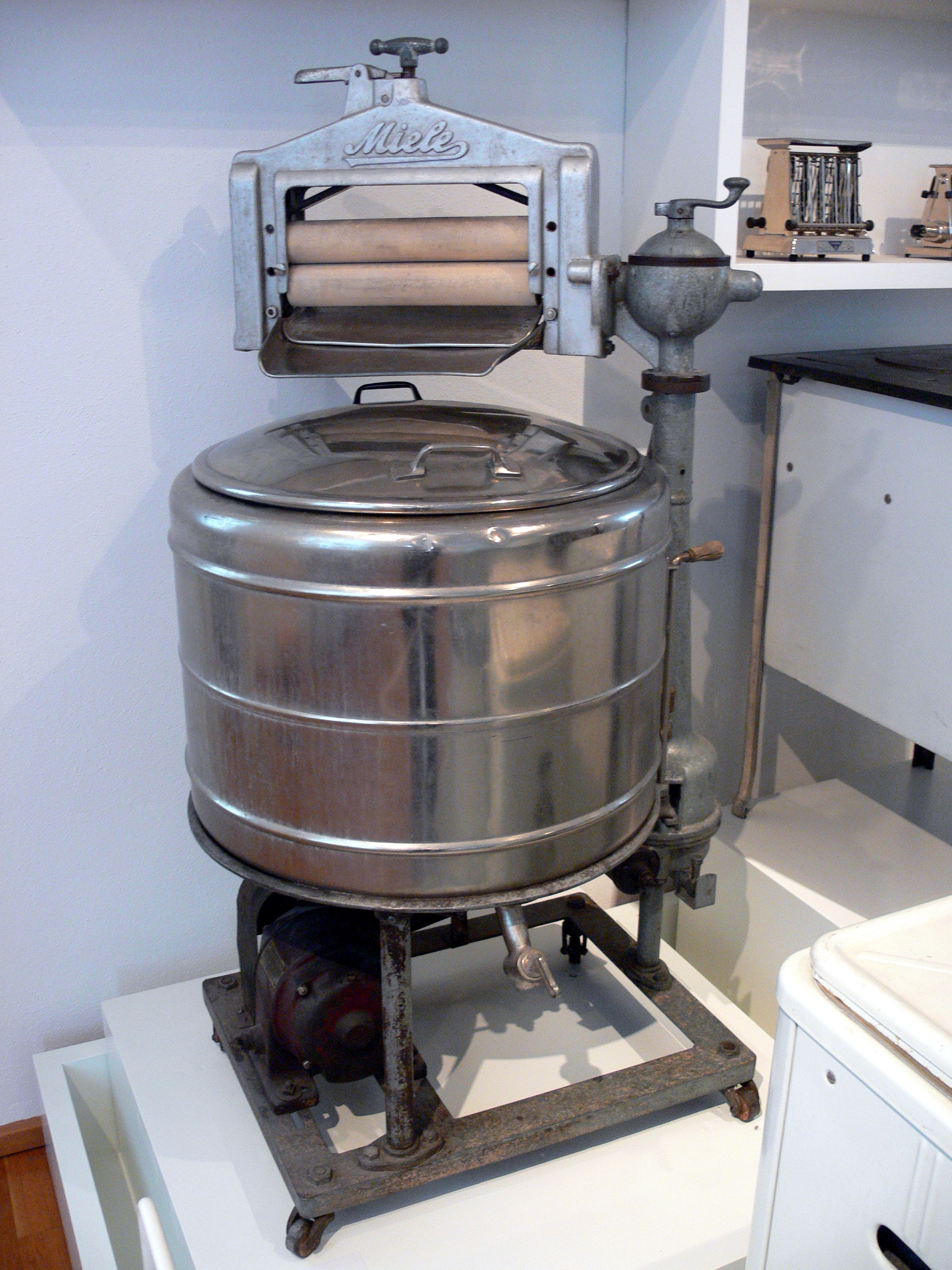
Machine de 1930 dotée d'un moteur électrique et d'une cuve métallique.
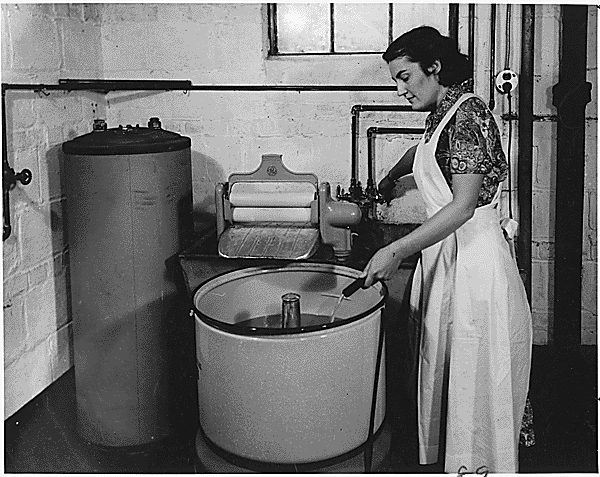
Machine à laver aux États-Unis (vers 1910 ou 1920).
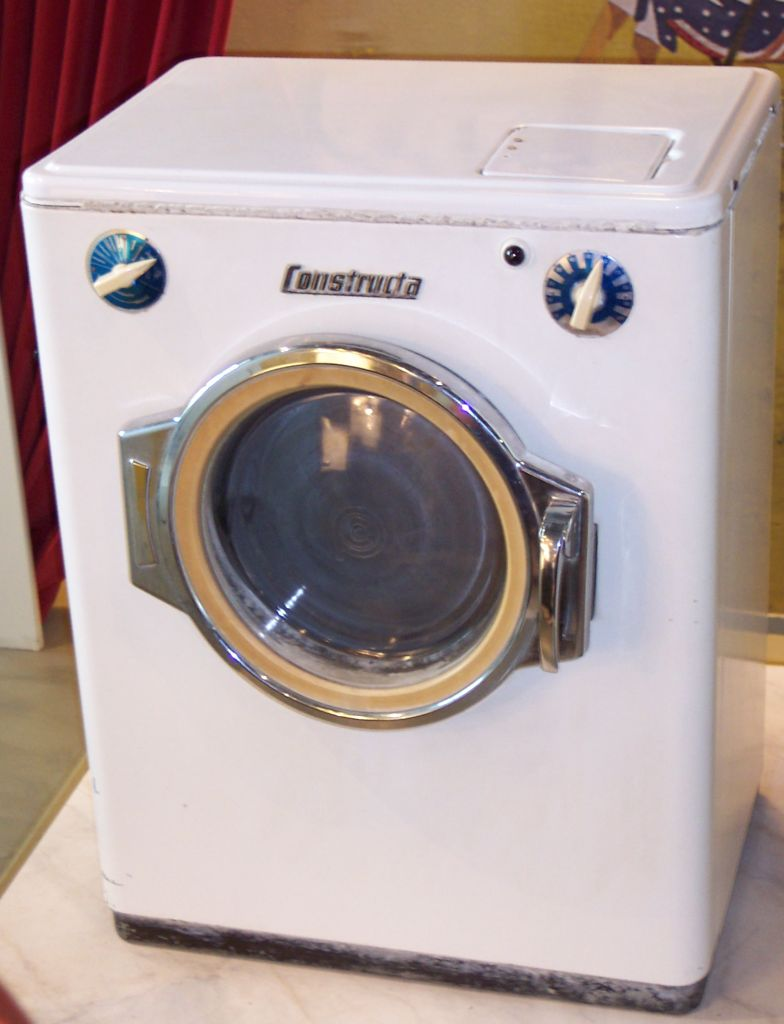
Machine à laver des années 1950.

### Innovations
- À la fin des années 1990, l'inventeur anglais James Dyson lança un nouveau type de lave-linge (le Contrarotator) avec deux cylindres tournant dans des directions opposées. Ce système permettrait de réduire le temps de lavage et de produire des résultats plus propres.
- Le programmateur électronique se généralise sur les nouveaux appareils, (il permet de choisir ses programmes presque « à la carte », en activant ou désactivant des options) ainsi que l'écran LCD indiquant le temps restant, remplaçant le curseur du programmateur mécanique. Certaines machines proposent même à l'utilisateur de choisir lui-même le temps de son programme. Certains programmateurs électroniques peuvent être mis à jour par un technicien après installation, ce qui permet d'adapter les programmes à de nouveaux détergents ou de nouvelles techniques de lavage plus économiques par exemple.
- Les machines peuvent évaluer la quantité de linge et adapter la consommation d'eau en conséquence.
- Les machines ont un programme court à basse température de courte durée (environ une demi-heure), qui est souvent le programme quotidiennement utilisé pour le linge peu sale de tous les jours.
- L'option « rinçage plus », ou « baby care » est une option qui augmente la quantité d'eau de rinçage ; elle peut être utile pour les peaux sensibles ou en cas d’eau peu dure, qui rend les détergents difficiles à rincer.
- L'entreprise chinoise Haier a développé une machine à laver qui fonctionne sans lessive : la WasH2O. Son principe repose sur l'électrolyse, qui sépare les ions positifs et négatifs. Les premiers retirent la saleté, tandis que les seconds acidifient l'eau pour la stériliser. Il est nécessaire d'utiliser du sel régénérant pour adoucir l'eau[6].
- D'autres machines permettent un départ différé (pour bénéficier des tarifs d’électricité dits « heures creuses ») ou des options anti-froissage.

### Marchés
En 2014, le principal marché est, de très loin, la Chine, avec 57 millions de lave-linge achetés, devant les États-Unis avec 8,59 millions et le Brésil avec 5,5 millions.
Voici les principaux pays en construisant et en commercialisant dans les années 2000 :
| Pays         | Nombre     | Année |
| ------------ | ---------- | ----- |
| Chine        | 30 355 000 | 2005  |
| Italie       | 9 680 000  | 2004  |
| États-Unis   | 9 531 000  | 2003  |
| Corée du Sud | 4 977 000  | 2003  |
| Allemagne    | 4 856 000  | 2003  |
| France       | 3 618 000  | 2004  |
| Japon        | 2 622 000  | 2005  |
| Turquie      | 2 471 000  | 2003  |
| Brésil       | 2 266 000  | 2003  |
| Mexique      | 1 547 000  | 2003  |
| Pologne      | 1 481 000  | 2005  |
| Ukraine      | 322 000    | 2005  |
| Suède        | 124 000    | 2003  |
| Kazakhstan   | 72 800     | 2005  |
| Sri Lanka    | 70 500     | 2014  |
| Biélorussie  | 36 700     | 2005  |
| Moldavie     | 36 200     | 2005  |
| Roumanie     | 25 000     | 2005  |
| Ouzbékistan  | 700        | 2005  |

En France, 57 % des ménages étaient équipés d'un lave-linge en 1970 contre 96,7 % en 2012. Le nombre de lave-linges vendus par an est en augmentation irrégulière au début du XXIe siècle passant de 2 225 000 exemplaires en 2001 à 2 585 000 en 2012 puis à 2 720 000 en 2014.
Aux États-Unis, le cabinet IBISworld estime en 2018 que l'acier constitue 52,8 % du coût de fabrication d'une machine à laver, contre 10,1 % pour la main d’œuvre. Voici en 2017 les trois principaux acteurs du marché dans ce pays :
| Entreprises    | Part de marché en 2008 aux États-Unis (%) | Part de marché en 2017 (%) |
| -------------- | ----------------------------------------- | -------------------------- |
| LG Electronics | 12,6                                      | 16,2                       |
| Samsung        | 1,8                                       | 19,8                       |
| Whirlpool      | 22,6                                      | 17,4                       |

## Fonctionnement général
Toutes les machines ont le même principe de fonctionnement : un cycle de lavage (éventuellement précédé par un cycle de prélavage) avec de la lessive, à chaud (entre 30 °C et 95 °C) ou à froid. Dans la plupart des modèles, la lessive, comme tous les autres produits utilisés, est placée dans un bac à produits. Ces derniers sont entraînés par de l'eau dans le tambour où se trouvent les vêtements, au moment adéquat, de manière automatique. Suit ensuite un cycle de rinçages à l'eau froide, pour éliminer la lessive et les salissures se trouvant dans l'eau. Enfin, l'essorage permet d'évacuer l'eau des vêtements par une rotation rapide du tambour.

### Éléments constitutifs
La réalisation d'un cycle de lavage est possible grâce à la participation de différents éléments, coordonnés par un programmateur électrique :
- le tambour est un cylindre métallique percé de trous dans lequel le linge est déposé ;
- le moteur électrique entraine en rotation le tambour grâce à une transmission par courroie ou directement ;
- le tambour s'encastre dans une cuve étanche en tôle émaillée, en acier inoxydable ou en matière plastique, refermée par un hublot (chargement frontal) ou un couvercle (chargement sur le dessus). C'est dans cette cuve que circule l'eau. Une résistance chauffante est placée sous le tambour, et son fonctionnement est géré par un thermostat ;
- le moteur est commandé par un boitier qui contient un hacheur (réglage de la vitesse) et un relais (réglage du sens de rotation) ;
- la lessive est déposée dans un bac comportant au moins trois compartiments : liquide ou poudre de prélavage, liquide ou poudre de lavage, détergents, adoucissants, etc. Une buse, située au-dessus du bac, fait rentrer l'eau courante dans le compartiment. Cette buse est déplacée en fonction du liquide à déverser ;
- une pompe est chargée de vider l'eau de la cuve ;
- un capteur de niveau d'eau permet de déterminer la quantité d'eau nécessaire dans la cuve ;
- un verrou temporisé pour l'ouverture de la porte. Il empêche l'ouverture du hublot pendant le lavage, et bloque la porte durant quelques minutes à la fin du cycle ;
- dans certaines machines, un interrupteur arrête la montée en vitesse du cycle d'essorage si le balourd du tambour est trop important.

Le programmateur, qui coordonne l'ensemble, existe sous deux formes :
- le programmateur électromécanique est un interrupteur rotatif entrainé par un moteur tout au long du cycle. À chaque position angulaire correspond une phase du cycle de lavage ;
- le programmateur électronique est un microcontrôleur. Il est souvent couplé à un dispositif d'affichage, pour informer l'utilisateur de la position du cycle.

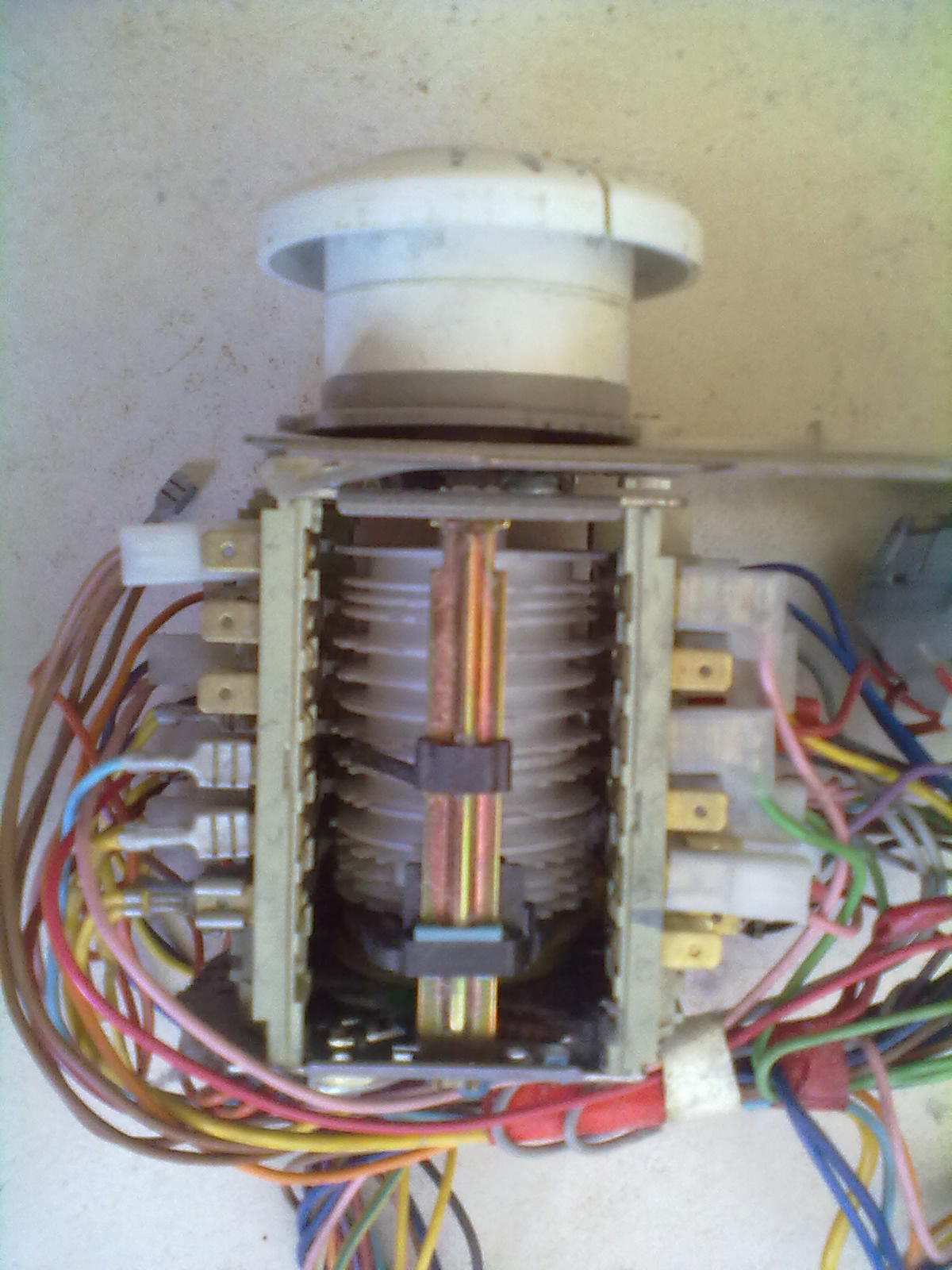
Programmateur électromécanique.
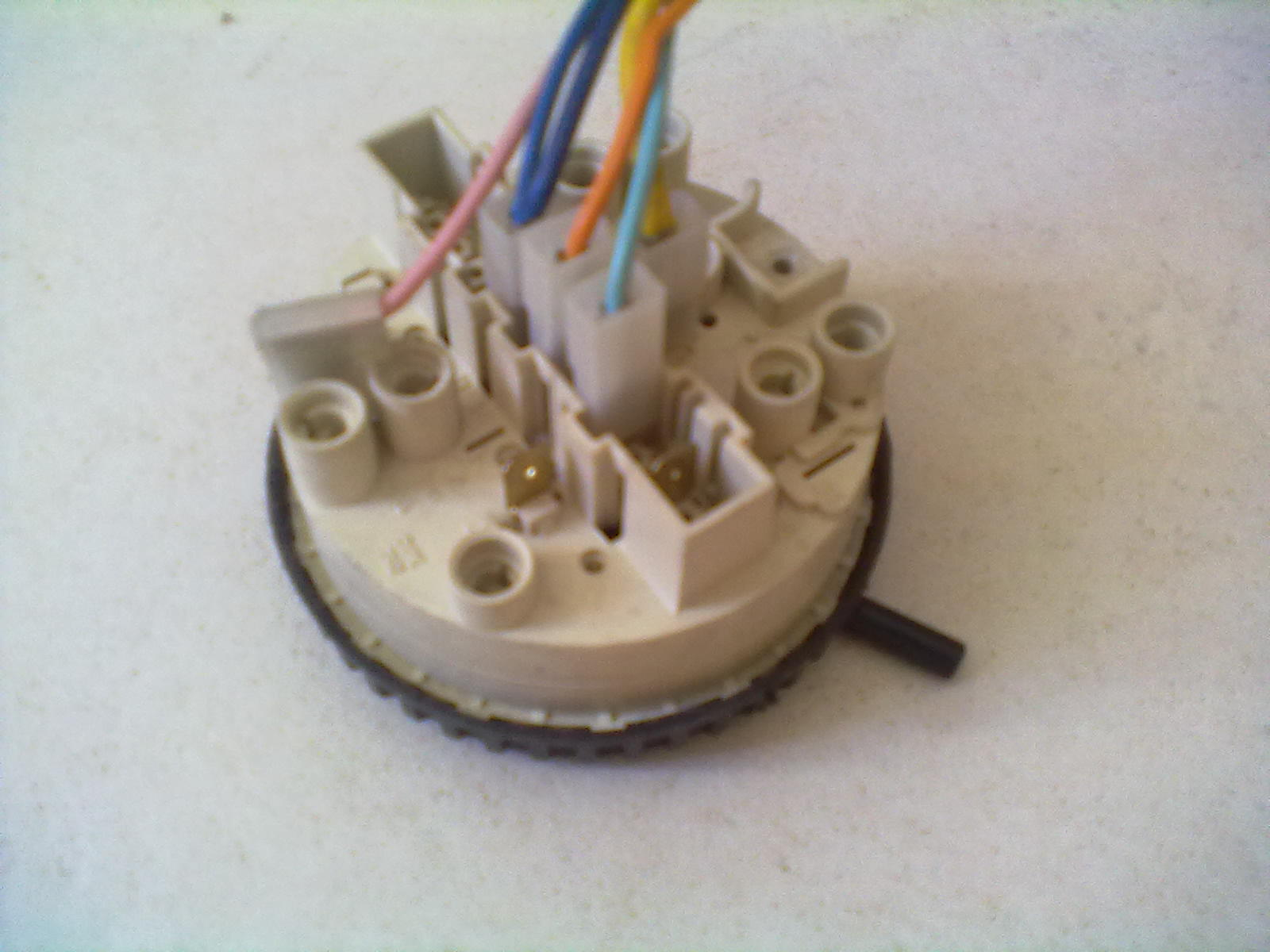
Capteur de niveau d'eau.
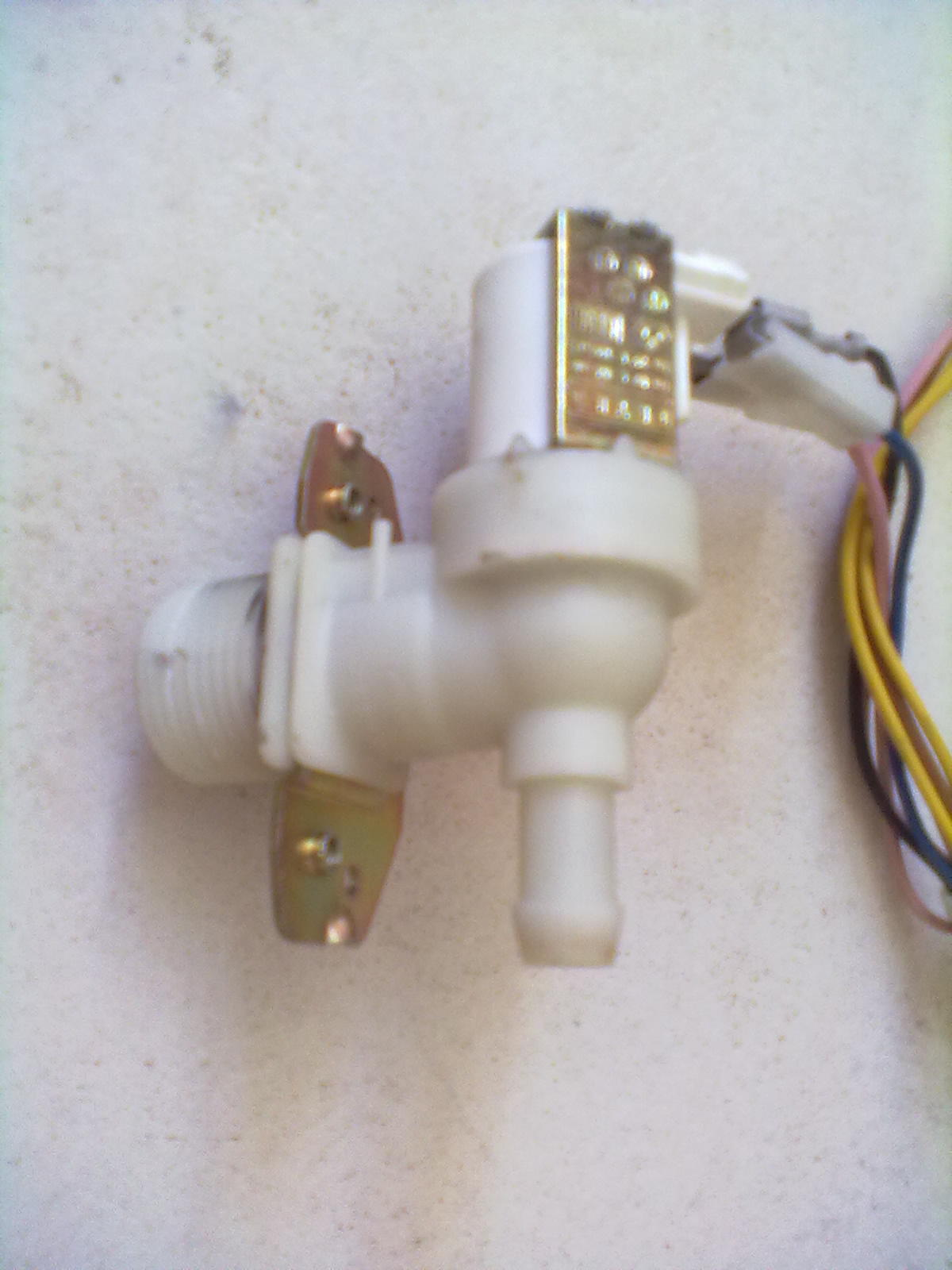
Vanne d'arrivée d'eau.

### Programmes et réglages
La machine dispose généralement des réglages suivants :
- Programme : il agit sur le temps d'enchainement entre les différentes étapes du cycle de lavage. Un programme correspond à un type de vêtement lavé : coton, synthétiques, rugueux[11] ;
- Température : cette commande fixe la température de l'eau durant la phase de lavage. La plage de réglage est comprise entre « froid » et 95 °C (chaud).
- Essorage : cette commande fixe la vitesse maximale que doit atteindre le tambour en phase d'essorage. La plage de réglage est comprise entre 0 et 1 600 tr/min (jusqu'à 2 000 tr/min pour quelques rares modèles).

Le réglage du programmateur est prioritaire sur les réglages d'essorage et de température : en effet, si par exemple la vitesse d'essorage est réglée à 1 000 tr/min et que le programmateur est en mode « délicat », le tambour n'atteindra jamais les 1 000 tr/min, pour préserver le linge. Autre exemple : si la température est réglée à 60 °C et que le programmateur est sur le programme « laine », la température de lavage ne dépassera jamais les 30 °C ou 40 °C selon les lave-linges.
Réglages annexes :
- arrêt cuve pleine : ce réglage permet d'éviter le marquage de plis si le linge reste dans la machine après la fin du lavage, par exemple si le cycle se déroule la nuit (heures creuses pour l'électricité) ;
- lavage rapide : réduit la durée du cycle sélectionné ;
- repassage facile ;
- rinçage(s) supplémentaire(s) ;
- trempage : permet, pour le linge très sale, de prolonger la durée du prélavage sans consommer plus de lessive tout en limitant les rotations du tambour ;
- démarrage différé.

### Typologie

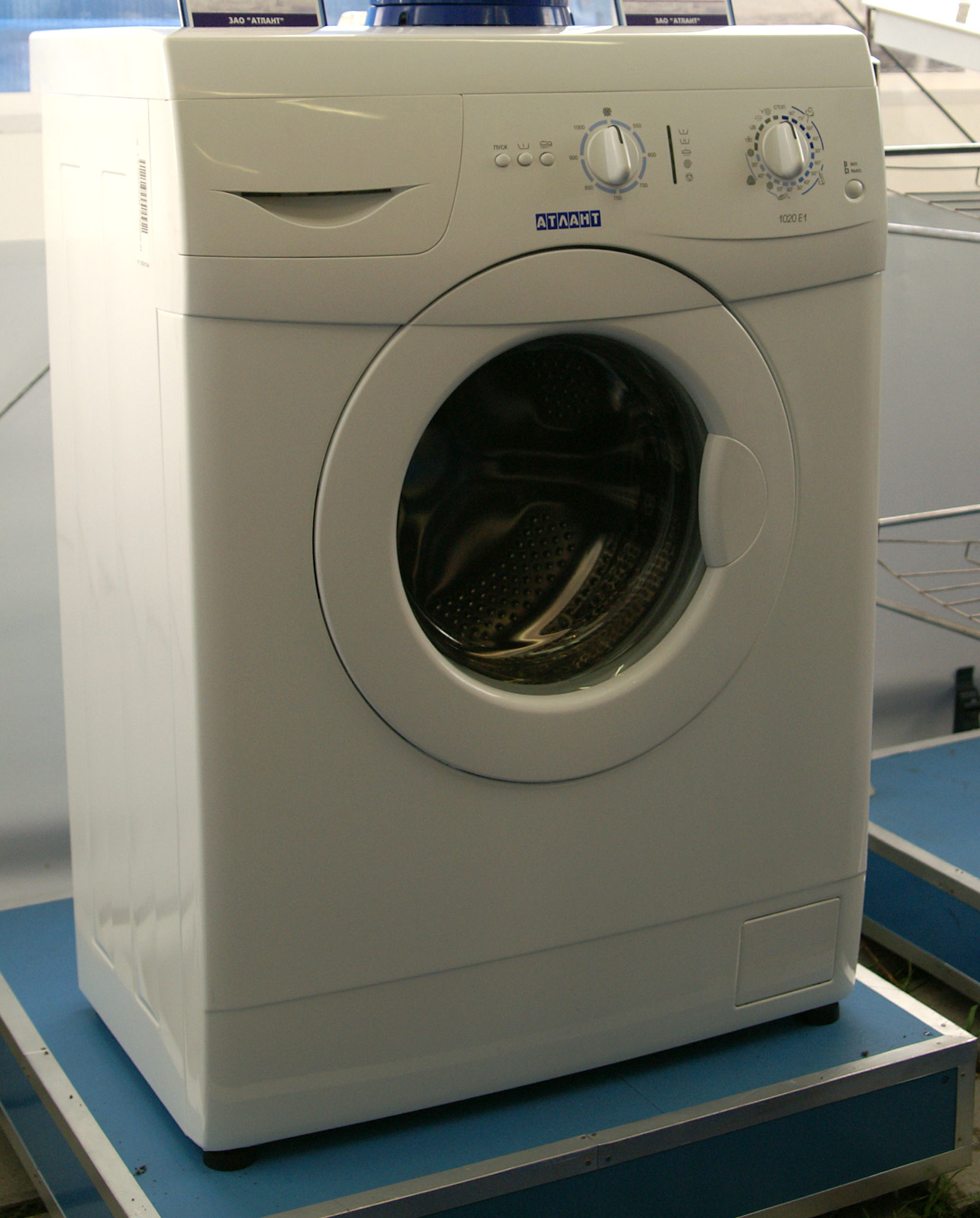
Machine à axe horizontal à hublot.

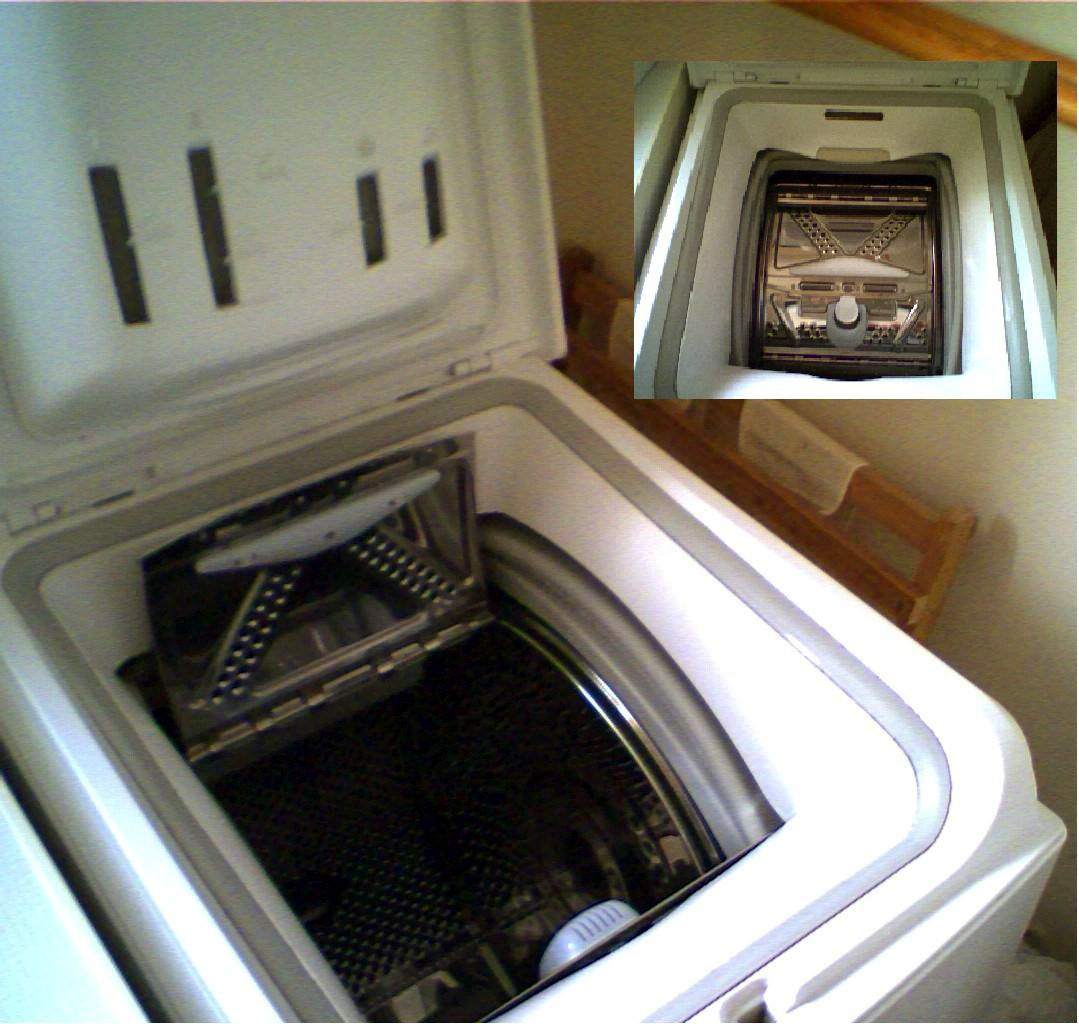
Machine à axe horizontal à ouverture par le haut.

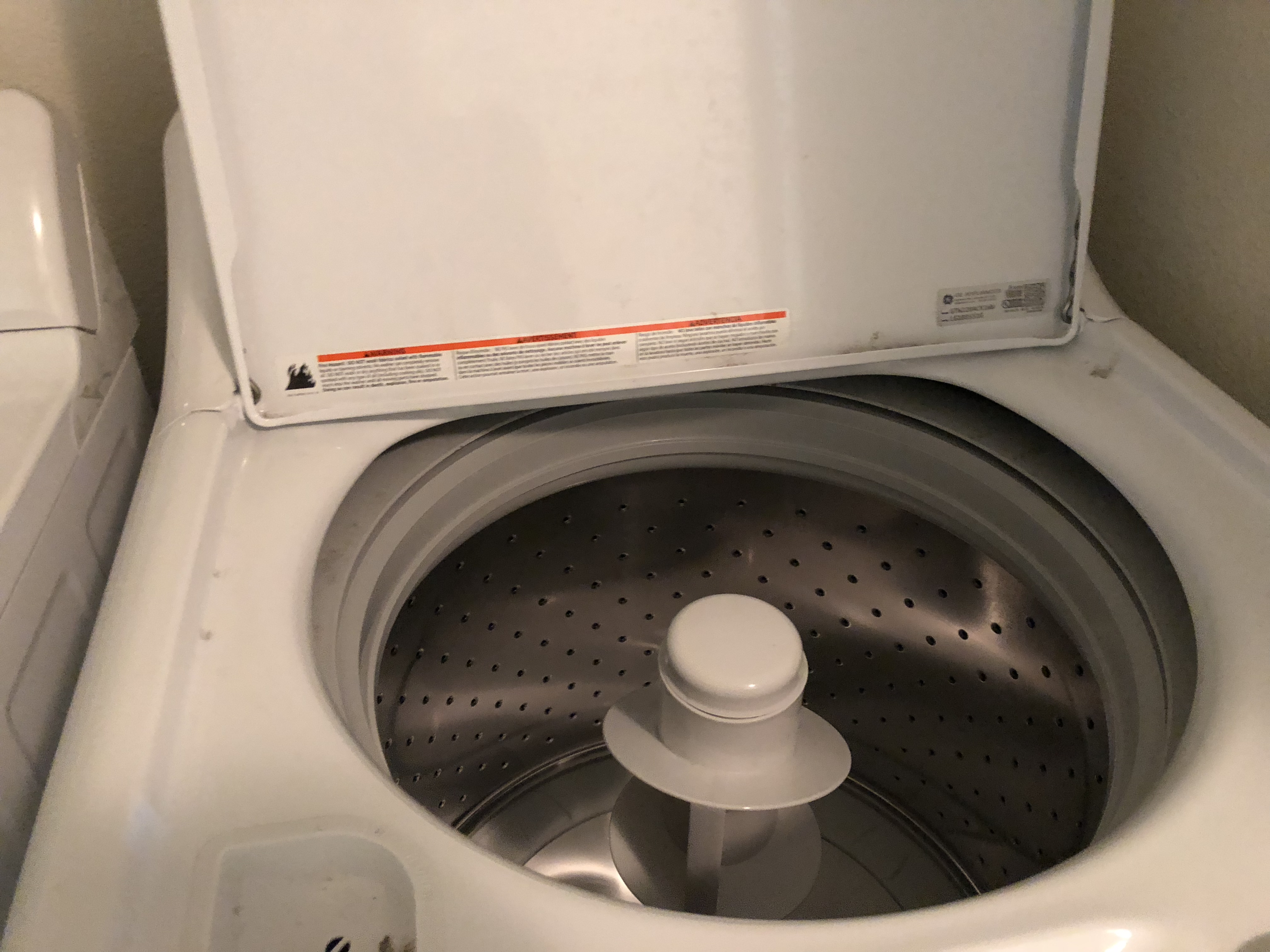
Machine à axe vertical à ouverture par le haut.

Il existe différents types de machines à laver qui varient selon les aires géographiques. En effet, le rapport au nettoyage du linge est éminemment culturel. En France, on rencontre deux principaux types de machines contemporaines :
- les machines disposant d'une ouverture de chargement par le dessus ou par l'avant (avec hublot), avec leur axe de rotation horizontal ;
- les machines à axe de rotation vertical. Ces dernières sont toutefois beaucoup plus répandues en Asie et en Amérique.

#### Axe horizontal
Dans ce cas le cylindre est également appelé tambour. L'agitation est fournie par la rotation du cylindre et par la gravité. Les vêtements sont soulevés à l'intérieur du tambour par des aubes à redans et retombent ensuite. Ce mouvement remue le tissu et fait pénétrer l'eau et la lessive au travers de tous les vêtements ; c'est le type de lavage le plus proche du battage traditionnel.
Deux cas de figure se présentent pour l'axe horizontal :
- ouverture en avant (frontal). Le modèle avec ouverture en avant par un hublot fait généralement 60 cm de large. Il est le plus populaire en Europe. Le chargement se fait par une porte vitrée sur le devant de la machine. La charge maximale est de 8 ou 9 kg. L'inconvénient de cette configuration est l'usure significative des roulements à billes du tambour qui sont situés du côté opposé à l'ouverture ;
- ouverture par le dessus (top). Ce modèle est très commun en Europe occidentale et dans certains pays de l'Est. Chez certains constructeurs et avec les sécurités adéquates, il est possible d'ouvrir le tambour durant le lavage, pour ajouter ou retirer du linge, actions impossible en chargement frontal à cause du niveau d'eau. En France, en 2008, on comptait environ 44 % de foyers équipés en top et 56 % en front.[réf. nécessaire] Ce modèle fait généralement 40 cm de large et a donc l'avantage de prendre moins de place que le modèle avec chargement frontal. En revanche, on ne peut pas utiliser le haut de la machine comme un plan de travail. Le lavage se fait de la même façon que dans le modèle frontal.

À l'heure actuelle et sur les machines les plus récentes, le lavage frontal consomme beaucoup moins d'électricité et d'eau que le modèle à ouverture aérienne[réf. nécessaire]. Dans tous les cas, pour minimiser la consommation du lavage du linge, il est important de charger la machine au maximum.

#### Axe vertical
Ce type de machine où le chargement s'effectue par le haut se rencontre traditionnellement dans les pays anglo-saxons : États-Unis, Canada ou encore Australie. On le rencontre également en Asie.
 On le rencontrait en France dans les années 1950, associé à un chauffage au gaz de ville et un essorage électrique à deux rouleaux, avant la généralisation des machines à tambour à axe horizontal.
Le linge y est placé dans un cylindre à axe vertical équipé au fond d'un agitateur central en forme d'hélice. Les machines avec ouverture par-dessus en Asie utilisent des pulsateurs au lieu d'agitateurs. Ces pulsateurs ressemblent aux agitateurs, mais s'en distinguent en ce sens qu'ils ne vont pas jusqu'au milieu du bac de lavage. Le linge y est chargé par le dessus de la machine, qui est recouverte d'une porte articulée. La consommation en eau de ces machines d'un plus grand format est importante (environ deux-cents litres pour un cycle) et sont rarissimes en France.
De nouveau, ces multiples modèles de machines à laver traduisent des relations au linge et à son nettoyage très différentes sur le plan culturel.

### Sources d'énergie
Toutes les machines à laver fonctionnent grâce à trois types d'énergie différents. Elles utilisent l'énergie électrique, qui est ensuite transformée en énergie mécanique et souvent en énergie thermique (chaleur).
- L'énergie électrique est fournie par la prise secteur raccordée à l'alimentation générale en électricité.
- L'énergie mécanique est transmises aux vêtements chargés par la rotation de l'agitateur dans les machines à axe vertical, ou par le roulement du tambour dans les machines à axe horizontal. Ces mouvements sont obtenus grâce à un (ou plusieurs) moteurs électriques et donc grâce à de l'énergie électrique du secteur.
- La chaleur est fournie à l'eau chauffée par un thermoplongeur (résistance immergée) ou directement grâce à l'eau chaude (la température ne pouvant dépasser les 60 °C, en Amérique du Nord). De nombreuses machines à hublot ont un chauffage électrique (autrefois au gaz) qui peuvent amener l'eau presque à ébullition.

La lessive (et d'autres produits chimiques de blanchiment) permet une action chimique sur le linge mais on ne peut pas parler réellement d'énergie consommée. Les machines à tambour utilisent des lessives spéciales qui sont faites pour dégager différents éléments chimiques selon la température. C'est pourquoi différents types de taches et de salissures sont nettoyés pendant que l'eau est chauffée. Les machines à tambour ont également besoin de lessives à faible foisonnement parce que la rotation du tambour charge les vêtements d'air, ce qui les empêche d'être aussi bien nettoyés.
Il faut rajouter un facteur de temps pendant lequel le linge est brassé, on appelle ces quatre éléments le « cercle de Sinner ».

#### Économiser l'énergie
Dans une machine à laver classique, l’eau est chauffée à l’électricité, ce qui représente environ 80 % de la consommation d’énergie de chaque lavage.
Par contre, dans les machines « hot-fill », l’eau chaude provient directement du chauffe-eau (qui fonctionne en général au gaz ou à l'électricité, ou avec capteur solaire). Il est également possible, dans certaines conditions, de faire transformer votre ancienne machine en y plaçant un robinet mélangeur thermostatique pour obtenir les mêmes avantages énergétiques que cette nouvelle génération de machines.
Les machines « hot-fill » munies du label A (ou Energy Star) présentent une consommation d’énergie de moitié inférieure à celle des machines à laver classiques (à remplissage à eau froide) du même label. Cette économie d'énergie au niveau de la machine étant reportée en consommation supplémentaire du système de chauffe-eau, il n'y a donc économie d'énergie que si le chauffe-eau n'est pas un ballon électrique, fuel ou gaz, la meilleure solution étant d'utiliser un chauffe-eau alimenté par une source renouvelable non productrice de CO2 (solaire, éolienne, etc.).
D'autre part :
- une machine à laver tout électronique à l'arrêt consomme encore quand le clavier ne comporte pas de vrai bouton « arrêt », comme un téléviseur en veille. Ce gaspillage est évité soit en débranchant complètement la machine, soit avec une prise-interrupteur (de puissance adaptée à la machine) Débrancher la machine quand elle n'est pas utilisée protège également son appareillage électronique des surtensions toujours possibles en cas d'orage ;
- pour éviter les fuites d'eau, il faut s'assurer que le robinet d'arrivée d'eau est bien fermé ;
- le programme de prélavage, grand consommateur d’eau et d’énergie, n’est souvent pas nécessaire [réf. nécessaire] ;
- il est plus économique d’utiliser une machine à laver complètement remplie[12].

### Machines lavantes-séchantes
Une machine lavante-séchante a l'avantage de combiner à la fois les fonctionnalités de lavage et de séchage pour réduire le temps de chargement et déchargement des vêtements d'une machine à une autre.
L'inconvénient de tels appareils est que seule la moitié du linge peut être séchée après un processus de lavage et que la condensation est obtenue avec une consommation d'eau froide pendant le cycle de séchage[réf. nécessaire]. De nos jours[Quand ?], ces combinés sont capables de réaliser les deux opérations sans interruption à charge complète[réf. nécessaire].

## Obsolescence programmée

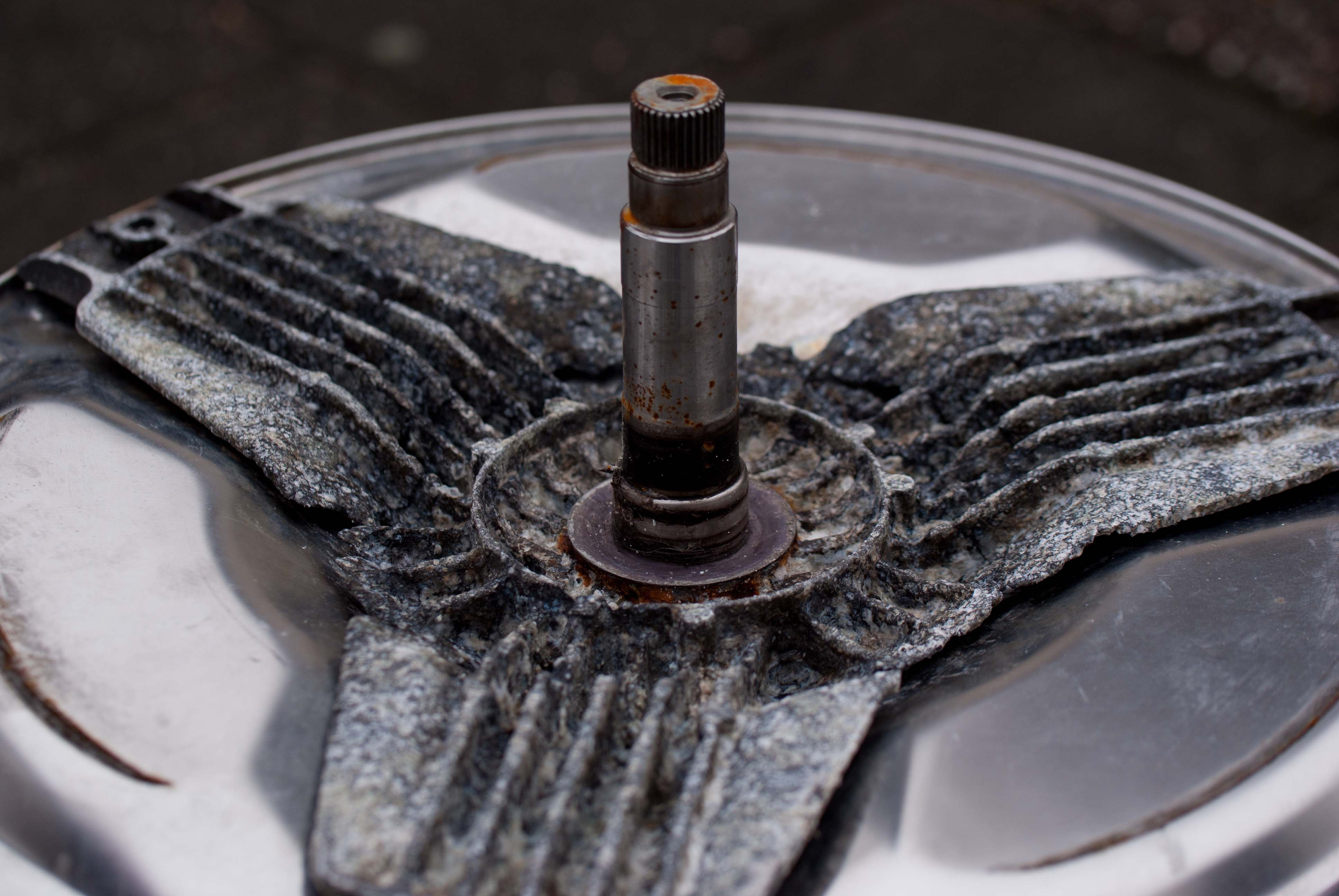
Croisillon de tambour corrodé.

Selon un rapport de l'association Halte à l'obsolescence programmée et de Murfy, une entreprise spécialisée dans la réparation des appareils électroménagers, la durée de vie des lave-linges a diminué de 30 % en huit ans. En 2010, les lave-linges, toutes marques confondues, fonctionnaient en moyenne dix ans. En 2018, leur durée de vie moyenne n’était plus de que sept ans. En outre, le rapport établit que les pièces de rechange qui permettraient de réparer ces appareils sont rendues inaccessibles et très chères par les fabricants. En particulier, les pièces connues pour être les plus sensibles à l’usure et nécessitant d’être fréquemment changées, comme la carte électronique des appareils,.
Le croisillon de tambour, souvent en alliage d'aluminium non traité contrairement au tambour, se corrode et peut se rompre après quelques années,. La réparation, coûteuse - lorsque la pièce est disponible - entraîne souvent le remplacement du lave-linge.